# FC Vilnius
FC Vilnius (lit. Footbal Club Vilnius) – litewski klub piłkarski z siedzibą w Wilnie. Wcześniej klub nazywał się Šviesa. W najwyższej lidze występował w latach 2003-07 (5 sezonów). Rozwiązany w 2008 roku.

## Nazwy
- 1974 - Šviesa
- 1990 - ASMM Šviesa
- 1991 - SM Vilnius
- 1992 - AFK Vilnius
- 1994 - Šviesa
- 2004 - FC Vilnius